# Rikshovmästarna av Gondor

Symbolen för Gondors rikshovmästare

Rikshovmästare var i J.R.R. Tolkiens fiktiva värld Midgård titeln för den gondorianske kungens högste rådgivare. Rikshovmästaren hade bland annat rätten att leda hären i kungens frånvaro. Från och med rikshovmästaren Pelendurs tid blev denna titel ärftlig, och den fördes vidare till den äldste sonen. Rikshovmästarna tillhörde Húrins hus och hade ädelt númenoranskt blod, men de var inte ättlingar till Elendil. 
Även om Pelendur inte var en regerande rikshovmästare var han under året efter kung Ondohers och hans söners död den som i praktiken styrde landet. Han spelade en nyckelroll i beslutet att välja Eärnil istället för Arvedui som ny kung. På så vis förblev en av Anárions linje vid makten. Pelendur bidrog också till att stärka rikshovmästarnas makt på sikt, vilket ledde till att Mardil utan problem kunde ta över efter Eärnurs försvinnande.  
När kung Eärnur antog Häxmästarens utmaning på envig och red till Minas Morgul för att aldrig mer höras av igen, fanns det ingen arvinge till tronen; Eärnur hade inga barn. Detta medförde att Mardil kom att regera "i konungens ställe" som den förste av de regerande rikshovmästarna. Dessa kom sedan att regera i 26 generationer (969 år) innan Aragorn Elessar kröntes till kung. Rikshovmästarna var dock noga med att inte formellt göra anspråk på konungavärdigheten och markerade sin lägre rang till exempel genom att sitta på en stol i svart sten nedanför tronen. Som ämbetstecken bar de en vit stav.       

## De regerande rikshovmästarna
Alla datum är från tredje åldern:
1. Mardil Voronwë "den ståndaktige" (2029–2080)
2. Eradan (2080–2116)
3. Herion (2116–2148)
4. Belegorn (2148–2204)
5. Húrin I (2204–2244)
6. Túrin I (2244–2278)
7. Hador (2278–2395)
8. Barahir (2395–2412)
9. Dior (2412–2435)
10. Denethor I (2435–2477) - Diors systerson
11. Boromir (2477–2489)
12. Cirion (2489–2567)
13. Hallas (2567–2605)
14. Húrin II (2605–2628)
15. Belecthor I (2628–2655)
16. Orodreth (2655–2685)
17. Ecthelion I (2685–2698)
18. Egalmoth (2698–2743)
19. Beren (2743–2763)
20. Beregond (2763–2811)
21. Belecthor II (2811–2872)
22. Thorondir (2872–2882)
23. Túrin II (2882–2914)
24. Turgon (2914–2953)
25. Ecthelion I (2953–2984)
26. Denethor II (2984–3019)

När Ringens krig var över kröntes Aragorn till kung, och han utnämnde Faramir, son till Denethor II, till sin rikshovmästare och tillika furste av Ithilien. De regerande rikshovmästarnas tid tog slut med konungens återkomst, men ämbetet levde kvar. Den sista rikshovmästare vi känner till är Barahir, Faramirs sonson, som någon gång efter Aragorns och Arwens död skrev Berättelsen om Aragorn och Arwen, men utan tvivel inte var den siste.